# Maltol
« E636 » redirige ici. Pour les autres significations, voir E636 (homonymie).
Le maltol (3-hydroxy-2-methyl-4H-pyran-4-one) est un composé organique, à l'odeur agréable de sucre cuit, présent dans la nature. 

## Source
Le maltol a été isolé dans l’écorce du mélèze, les épines de pin et les extraits solides de racines de réglisse (0,03 %).
Il se forme lors de la torréfaction du malt (lors des réactions de Maillard) d’où il tire son nom. Pour son utilisation en parfumerie et aromatique alimentaire, le maltol est produit par synthèse.

## Structure
Le maltol est un hétérocycle basé sur la structure du pyrane, qui possède un groupe méthyle, un groupe hydroxyle et un groupe cétone en position ortho, méta et para respectivement. 
Sa formule chimique est C6H6O3 et sa masse molaire 126,11 g·mol-1.

## Propriétés physiques
Le maltol est un composé solide blanc faiblement soluble dans l’eau froide (10,9 g.L-1 à 15 °C), mais soluble dans le chloroforme, le propylène glycol et autres solvants polaires. Il dégage une odeur agréable douce de sucre cuit, légèrement grillé, de caramel.

## Propriétés biologiques
Le maltol, de même que les autres 3-hydroxy-4-pyrones comme l’acide kojique, se lie aux centres métalliques durs tels que Fe3+, Ga3+, Al3+, and VO2+. Par cette propriété, le maltol a été décrit comme accroissant significativement les apports d’aluminium dans le corps et la biodisponibilité du gallium et du fer.

## Utilisations
Le maltol, par son odeur sucrée comme l'odeur de la barbe à papa, est utilisé comme exhausteur de goût en Europe où il est principalement utilisé comme additif alimentaire (E636). Il est identifié Fema GRAS (numéro Fema 2656) et largement utilisé dans l'élaboration des arômes alimentaires comme dans les arômes de fraise, caramel, chocolat, ananas, produits lactés, vanille, pain et viande.
Il entre aussi dans la composition de nombreux nouveaux parfums tendances dits  gourmands (en) (type Angel).

## Toxicologie
Le comité international mixte FAO/OMS d'experts sur les additifs alimentaires (JECFA) a établi une Dose journalière admissible (ADJ) de 0–1 mg·kg-1 de poids corporel pour le maltol.